# U-625 (tàu ngầm Đức)
U-625 là một tàu ngầm tấn công  Lớp Type VII thuộc phân lớp Type VIIC được Hải quân Đức Quốc Xã chế tạo trong Chiến tranh Thế giới thứ hai. Nhập biên chế năm 1942, nó đã thực hiện được mười chuyến tuần tra, đánh chìm ba tàu buôn với tổng tải trọng 18.751 GRT cùng hai tàu chiến phụ trợ với tổng tải trọng 1.127 GRT. Trong chuyến tuần tra cuối cùng, U-625 bị một thủy phi cơ Short Sunderland của Không quân Hoàng gia Canada thả mìn sâu đánh chìm về phía Tây Ireland vào ngày 10 tháng 3, 1944.

## Thiết kế và chế tạo

### Thiết kế

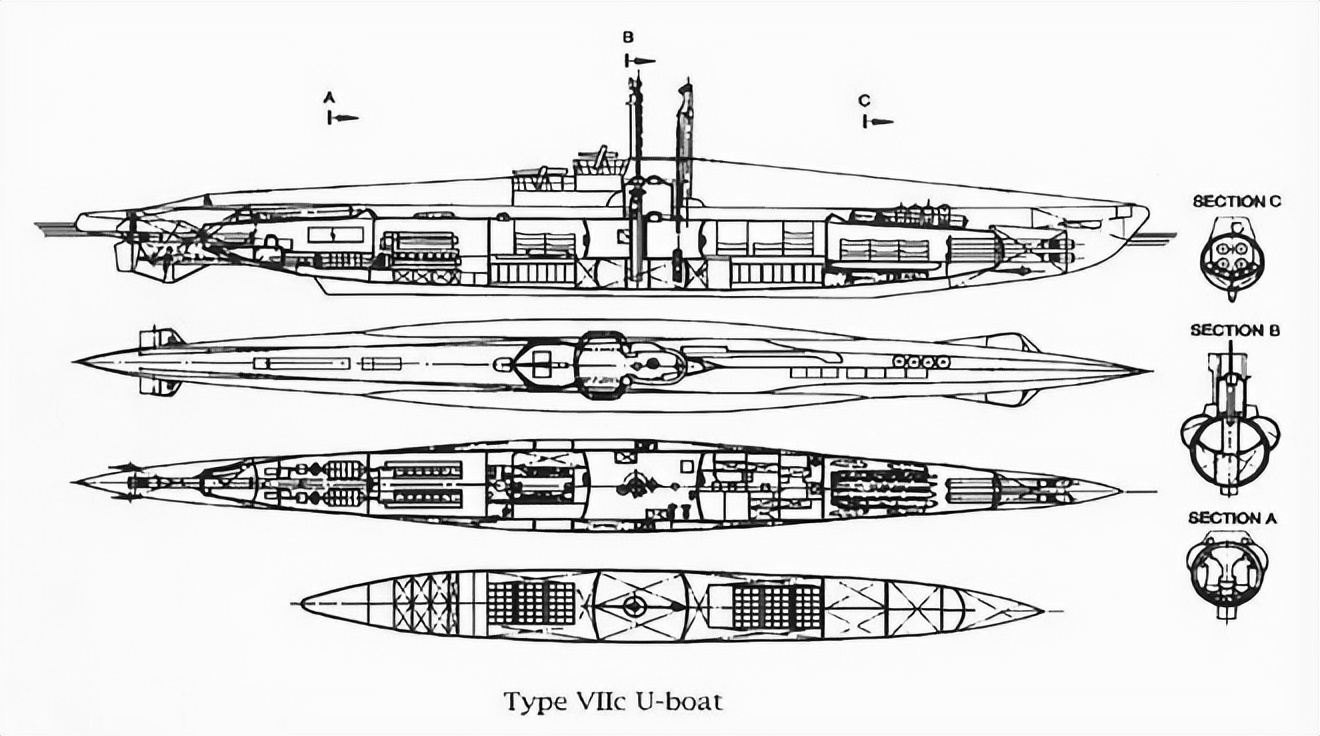
Sơ đồ các mặt cắt một tàu ngầm Type VIIC

Phân lớp VIIC của Tàu ngầm Type VII là một phiên bản VIIB được kéo dài thêm. Chúng có trọng lượng choán nước 769 t (757 tấn Anh) khi nổi và 871 t (857 tấn Anh) khi lặn). Con tàu có chiều dài chung 67,10 m (220 ft 2 in), lớp vỏ trong chịu áp lực dài 50,50 m (165 ft 8 in), mạn tàu rộng 6,20 m (20 ft 4 in), chiều cao 9,60 m (31 ft 6 in) và mớn nước 4,74 m (15 ft 7 in).
Chúng trang bị hai động cơ diesel Germaniawerft F46 siêu tăng áp 6-xy lanh 4 thì, tổng công suất 2.800–3.200 PS (2.100–2.400 kW; 2.800–3.200 bhp), dẫn động hai trục chân vịt đường kính 1,23 m (4,0 ft), cho phép đạt tốc độ tối đa 17,7 kn (32,8 km/h), và tầm hoạt động tối đa 8.500 nmi (15.700 km) khi đi tốc độ đường trường 10 kn (19 km/h). Khi đi ngầm dưới nước, chúng sử dụng hai động cơ/máy phát điện Garbe, Lahmeyer & Co. RP 137/c  tổng công suất 750 PS (550 kW; 740 shp). Tốc độ tối đa khi lặn là 7,6 kn (14,1 km/h), và tầm hoạt động 80 nmi (150 km) ở tốc độ 4 kn (7,4 km/h). Con tàu có khả năng lặn sâu đến 230 m (750 ft).
Vũ khí trang bị có năm ống phóng ngư lôi 53,3 cm (21 in), bao gồm bốn ống trước mũi và một ống phía đuôi, và mang theo tổng cộng 14 quả ngư lôi, hoặc tối đa 22 quả thủy lôi TMA, hoặc 33 quả TMB. Tàu ngầm Type VIIC bố trí một hải pháo 8,8 cm SK C/35 cùng một pháo phòng không 2 cm (0,79 in) trên boong tàu. Thủy thủ đoàn bao gồm 4 sĩ quan và 40-56 thủy thủ.

### Chế tạo
U-625 được đặt hàng vào ngày 15 tháng 8, 1940, và được đặt lườn tại xưởng tàu của hãng Blohm & Voss ở Hamburg vào ngày 28 tháng 7, 1941. Nó được hạ thủy vào ngày 15 tháng 4, 1942, và nhập biên chế cùng Hải quân Đức Quốc Xã vào ngày 4 tháng 6, 1942 dưới quyền chỉ huy của Hạm trưởng, Trung úy Hải quân Hans Benker.

## Lịch sử hoạt động
Sau khi hoàn tất việc huấn luyện trong thành phần Chi hạm đội U-boat 8, U-625 được điều sang Chi hạm đội U-boat 3 từ ngày 1 tháng 10, 1942 để hoạt động trên tuyến đầu. Nó lại được điều sang Chi hạm đội U-boat 11 từ ngày 1 tháng 11, 1942, rồi sang Chi hạm đội U-boat 13 từ ngày 1 tháng 6, 1943, và cuối cùng với Chi hạm đội U-boat 1 từ ngày 1 tháng 11, 1943 cho đến khi bị mất.

### 1942

#### Chuyến tuần tra thứ nhất
U-625 di chuyển từ cảng Kiel, Đức đến Skjomen, Na Uy vào đầu tháng 10, 1942, rồi xuất phát từ đây vào ngày 4 tháng 11 cho chuyến tuần tra đầu tiên trong chiến tranh, và đã hoạt động trong vùng biển Bắc Cực về phía Đông và phía Nam đảo Spitsbergen. Tại đây vào ngày 6 tháng 11, nó dùng ngư lôi và hải pháo kết liễu chiếc tàu buôn Anh Chulmleigh 5.445 GRT, vốn đã hư hại sau khi trúng bom từ máy bay Junkers Ju 88 thuộc không đoàn Kampfgeschwader 30.
Đến 22 giờ 24 phút cùng ngày hôm đó, chiếc U-boat phóng ngư lôi đánh chìm chiếc tàu buôn Anh Empire Sky 7.455 GRT ở vị trí khoảng 20 nmi (37 km) về phía Đông Nam Spitsbergen. Sang ngày 23 tháng 11, nó lại đánh chìm chiếc tàu buôn Anh Goolistan 5.851 GRT, vốn bị tụt lại phía sau Đoàn tàu QP-15, ở vị trí về phía Tây đảo Bear. U-625 kết thúc chuyến tuần tra và đi đến cảng Narvik, Na Uy vào ngày 29 tháng 11. Đến đầu tháng 12 chiếc tàu ngầm đã di chuyển đến cảng Bergen, Na Uy.

### 1943

#### Chuyến tuần tra thứ chín
U-625 lại xuất phát từ Trondheim vào ngày 15 tháng 11 cho chuyến tuần tra thứ chín, băng qua khe GI-UK giữa các quần đảo Shetland và Faroe để vòng qua quần đảo Anh và hoạt động tại khu vực Trung tâm Bắc Đại Tây Dương. Nó không đánh chìm được mục tiêu nào, nhưng lúc đang trên đường hướng đến vùng bờ biển Đại Tây Dương của Pháp, nó bị một máy bay ném bom B-24 Liberator trang bị đèn Leigh thuộc Liên đội 224 Không quân Hoàng gia Anh tấn công trong vịnh Biscay lúc 21 giờ 38 phút ngày 2 tháng 1, 1944. Hỏa lực phòng không của U-625 đã bắn trúng chiếc B-24 khiến một xạ thủ bị thương, và sau đó chiếc U-boat lặn khẩn cấp để né tránh. Đại úy hạm trưởng Hans Benker ra lệnh hủy bỏ việc lặn để có thể thu hồi bộ dò radar Nexus, nhưng chiếc tàu ngầm tiếp tục lặn, khiến Đại úy Benker cùng một thủy thủ thiệt mạng. U-625 đi đến căn cứ Brest đã bị Đức chiếm đóng vào ngày 6 tháng 1.

### 1944

#### Chuyến tuần tra thứ mười – Bị mất

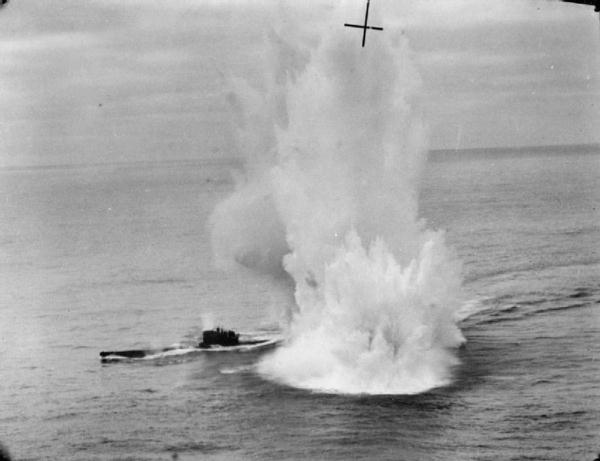
Các quả mìn sâu do chiếc Sunderland thả xuống kích nổ chung quanh U-625.

Dưới quyền chỉ huy của hạm trưởng mới, Trung úy Hải quân Siegfried Straub, U-625 khởi hành từ Brest vào ngày 29 tháng 2, 1944 cho chuyến tuần tra thứ mười, cũng là chuyến cuối cùng, để hoạt động tại vùng biển phía Tây Nam Ireland.
Tại đây vào ngày 10 tháng 3, chiếc U-boat bị một thủy phi cơ Short Sunderland thuộc Liên đội 422 Không quân Hoàng gia Canada thả mìn sâu đánh chìm tại tọa độ 52°35′B 20°19′T / 52,583°B 20,317°T. Khi chiếc máy bay vòng lại để quan sát, một số thủy thủ Đức đã thoát ra khỏi tàu và một số bám trên các bè cứu sinh, tuy nhiên không có ai sống sót trong số 53 thành viên thủy thủ đoàn của U-625, họ thiệt mạng trong hoàn cảnh biển động mạnh. U-625 trở thành tàu ngầm U-boat duy nhất bị lực lượng tuần duyên Canada đánh chìm trong Thế Chiến II.

### "Bầy sói" tham gia
U-625 từng tham gia chín bầy sói:
- Boreas (19 – 28 tháng 11, 1942)
- Nordwind (24 tháng 1 – 4 tháng 2, 1943)
- Eisbär (27 tháng 3 – 15 tháng 4, 1943)
- Coronel (4 – 8 tháng 12, 1943)
- Coronel 1 (8 – 14 tháng 12, 1943)
- Coronel 2 (14 – 17 tháng 12, 1943)
- Föhr (18 – 23 tháng 12, 1943)
- Rügen 6 (23 – 28 tháng 12, 1943)
- Preussen (7 – 10 tháng 3, 1944)

### Tóm tắt chiến công
U-625 đã đánh chìm được ba tàu buôn với tổng tải trọng 18.751 GRT cùng hai tàu chiến phuh trợ với tổng tải trọng 1.127 GRT:
| Ngày              | Tên tàu      | Quốc tịch        | Tải trọng | Số phận             |
| ----------------- | ------------ | ---------------- | --------- | ------------------- |
| 6 tháng 11, 1942  | Chulmleigh   | United Kingdom   | 5.445     | Bị đánh chìm        |
| 6 tháng 11, 1942  | Empire Sky   | United Kingdom   | 7.455     | Bị đánh chìm        |
| 23 tháng 11, 1942 | Goolistan    | United Kingdom   | 5.851     | Bị đánh chìm        |
| 25 tháng 7, 1943  | T-904        | Hải quân Liên Xô | 557       | Bị đánh chìm (mine) |
| 25 tháng 8, 1943  | ASO-1 Shkval | Hải quân Liên Xô | 572       | Bị đánh chìm (mine) |